# جهنمية غازية
الجهنمية الغازية (الاسم العلمي: Bougainvillea infesta) هي نوع من النباتات يتبع جنس الجهنمية من الفصيلة الشبية.